# Jonquières-Saint-Vincent
Jonquières-Saint-Vincent är en kommun i departementet Gard i regionen Occitanien i södra Frankrike. Kommunen ligger i kantonen Beaucaire som tillhör arrondissementet Nîmes. År 2022 hade Jonquières-Saint-Vincent 3 886 invånare.

## Befolkningsutveckling
Antalet invånare i kommunen Jonquières-Saint-Vincent
Referens:INSEE